# Nelipophygus cicatricosus
Nelipophygus cicatricosus är en kackerlacksart som beskrevs av Bonfils 1969. Nelipophygus cicatricosus ingår i släktet Nelipophygus och familjen småkackerlackor. Inga underarter finns listade i Catalogue of Life.